# 菲利伯·康默森
菲利伯·康默森（法語：Philibert Commerson，1727年11月18日—1773年3月14日），是一位法国博物学家，出生于沙拉罗讷河畔沙蒂永。1766年至1769年，其跟隨路易斯·安东尼·布干维尔環遊世界，同時進行物種調查和收藏。